# Diadiplosis aleyrodici
Diadiplosis aleyrodici är en tvåvingeart som beskrevs av Ephraim Porter Felt 1922. Diadiplosis aleyrodici ingår i släktet Diadiplosis och familjen gallmyggor.
Artens utbredningsområde är Panama. Inga underarter finns listade i Catalogue of Life.